# Лорд Элфинстоун
Лорд Элфинстоун — наследственный титул в системе Пэрства Шотландии.

## История
Титул лорда Элфинстоуна был создан королём Шотландии Яковом IV Стюартом 14 января 1510 года для сэра Александра Элфинстоуна из Элфинстоуна (ум. 1513), который через три годы погиб в битве с англичанами при Флоддене. Ему наследовал его сын, Александр Элфинстоун, 2-й лорд Элфинстоун (1510—1547), погибший в битве при Пинки. Его внук, Александр Элфинстоун, 4-й лорд Элфинстоун (1552—1638), служил лордом-казначеем Шотландии. Его потомок, Джон Элфинстоун, 11-й лорд Элфинстоун (1737—1813), заседал в Палате лордов Великобритании в качестве шотландского пэра-представителя с 1778 по 1794 год. Его преемником стал его сын, Джон Элфинстоун, 12-й лорд Элфинстоун (1764—1813), который имел чин генерал-лейтенанта британской армии, был шотландским пэром-представителем в Палате лордов (1803—1807) и лордом-наместником Данбартоншира (1799—1813).
Его сын, Джон Элфинстоун, 13-й лорд Элфинстоун (1807—1860), заседал в Палате лордов в качестве шотландского пэра-представителя (1833—1834, 1847—1849), а также занимал посты губернатора Мадраса (1837—1842) и Бомбея (1853—1860). В 1859 году для него был создан титул барона Элфинстоуна из Элфинстоуна в графстве Стерлинг (Пэрство Соединённого королевства). Тем не менее, после его смерти в 1860 году титул барона Элфинстоуна угас. Ему наследовал его кузен, Джон Элфинстоун, 14-й лорд Элфинстоун (1819—1861). Он был сыном адмирала достопочтенного Чарльза Элфинстоуна Флеминга (1774—1840), второго сына 11-го лорда Элфинстоуна.
В 1861 году после смерти Джона Элфинстоуна лордство унаследовал его троюродный брат, Уильям Элфинстоун, 15-й лорд Элфинстоун (1828—1893). Он был внуком достопочтенного Уильяма Элфинстоуна, третьего сына 10-го лорда Элфинстоуна. 15-й лорд Элфинстоун заседал в Палате лордов в качестве шотландского пэра-представителя с 1867 по 1885 год и занимал пост лорда в ожидании в консервативных правительствах Бенджамина Дизраэли (1874—1880) и лорда Солсбери (1885—1886, 1886—1889). В 1885 году для него был создан титул барона Элфинстоуна из Элфинстоуна в графстве Хаддингтон в звании пэра Соединённого королевства. Лорды Элфинстоуны заседали в Палате лордов Великобритании до принятия Палатой лордов акта 1999 года, когда были лишены автоматического места в верхней палате парламента.
В 1893 году ему наследовал его сын, Сидни Элфинстоун, 16-й лорд Элфинстоун (1869—1955). В 1910 году он женился на леди Мэри Боуз-Лайон, второй дочери Клода, графа Стратмора, и старшей сестре Елизаветы Боуз-Лайон, супруги короля Великобритании Георга VI и матери королевы Елизаветы II. Ему наследовал его сын, Джон Элфинстоун, 17-й лорд Элфинстоун (1914—1975). 12 июня 1940 года он попал в немецкий плен, в 1944—1945 годах находился в лагере для военнопленных офицеров в Кольдице (Oflag IV-C). После его смерти в 1975 году титул унаследовал его племянник, Джеймс Элфинстоун, 18-й лорд Элфинстоун (1953—1994).
По состоянию на 2025 год носителем титула являлся сын последнего, Александр Элфинстоун, 19-й лорд Элфинстоун (род. 1980), который в 1994 году в возрасте 14 лет сменил своего дядю. Он также является главой клана Элфинстоун. Лорд Элфинстоун третий кузен принца Уильяма, герцога Кембриджского.
Также известны несколько представителей семьи Элфинстоун. Это Джеймс Элфинстоун, 1-й лорд Балмерино (1553—1612), младший сын 3-го лорда Элфинстоуна. Его младший сын Джеймс Элфинстоун (ок. 1590—1669) стал 1-м лордом Копаром. Другим членом семьи был Джордж Элфинстоун, виконт Кейт (1746—1823). Он был пятым сыном Чарльза, 10-го лорда Элфинстоуна. Единственная дочь лорда Кейта, леди Маргарет Меркер Кейт (1788—1867), которая после смерти отца унаследовала два титула баронессы Кейт. В 1837 году она также получил титул леди Нэрн (в настоящее время этот титул носит виконты Мерси).
Семейная резиденция — Уитберри-хаус, рядом с Тайнингхэймом, Восточный Лотиан.

## Лорды Элфинстоун (1510), Бароны Элфинстоун (1885)
- 1510—1513: Александр Элфинстоун, 1-й лорд Элфинстоун[англ.] (ум. 9 сентября 1513), сын сэра Джона Элфинстоуна
- 1513—1547: Александр Элфинстоун, 2-й лорд Элфинстоун (22 мая 1510 — 10 сентября 1547), единственный сын предыдущего
- 1547—1602: Роберт Элфинстоун, 3-й лорд Элфинстоун (9 сентября 1530 — 18 мая 1602), сын предыдущего
- 1602—1638: Александр Элфинстоун, 4-й лорд Элфинстоун (28 мая 1552 — 11 января 1638), старший сын предыдущего
- 1638—1648: Александр Элфинстоун, 5-й лорд Элфинстоун (13 ноября 1577 — 27 августа 1648), сын предыдущего
- 1548—1654: Александр Элфинстоун, 6-й лорд Элфинстоун (ум. 26 октября 1654), сын Джеймса Элфинстоуна и внук Александра, 4-го лорда Элфинстоуна
- 1654—1669: Александр Элфинстоун, 7-й лорд Элфинстоун (30 марта 1647 — 11 мая 1669), старший сын предыдущего
- 1669—1718: Джон Элфинстоун, 8-й лорд Элфинстоун (28 августа 1649 — 24 марта 1718), младший брат предыдущего
- 1718—1757: Чарльз Элфинстоун, 9-й лорд Элфинстоун (14 апреля 1676 — 20 февраля 1757), пятый сын предыдущего
- 1757—1781: Чарльз Элфинстоун, 10-й лорд Элфинстоун (6 августа 1711 — 2 апреля 1781), сын предыдущего
- 1781—1813: Джон Элфинстоун, 11-й лорд Элфинстоун (26 января 1737 — 19 августа 1813), сын предыдущего
- 1813—1813: Генерал-лейтенант Джон Элфинстоун, 12-й лорд Элфинстоун (1764 — 2 мая 1813), сын предыдущего
- 1813—1860: Джон Элфинстоун, 13-й лорд Элфинстоун (23 июня 1807 — 19 июля 1860), единственный сын предыдущего
- 1860—1861: Подполковник Джон Элфинстоун-Флеминг, 14-й лорд Элфинстоун (11 декабря 1819 — 13 января 1861), единственный сын адмирала достопочтенного Чарльза Элфинстоуна-Флеминга (1774—1840), внук 11-го лорда Элфинстоуна
- 1861—1893: Уильям Буллер Фуллертон Элфинстоун, 15-й лорд Элфинстоун, 1-й барон Элфинстоун[англ.] (18 ноября 1828 — 18 января 1893), старший сын подполковника Джеймса Драммонда Фуллертона Элфинстоуна (1788—1857), четвертого сына достопочтенного Уильяма Фуллертона-Элфинстоуна, третьего сына Чарльза Элфинстоуна, 10-го лорда Элфинстоуна
- 1893—1955: Сидни Герберт Элфинстоун, 16-й лорд Элфинстоун, 2-й барон Элфинстоун[англ.] (27 июля 1869 — 28 ноября 1955), второй сын предыдущего
- 1955—1975: Джон Элфинстоун, 17-й лорд Элфинстоун, 3-й барон Элфинстоун[англ.] (22 марта 1914 — 15 ноября 1975), старший сын предыдущего
- 1975—1994: Джеймс Элфинстоун, 18-й лорд Элфинстоун, 4-й барон Элфинстоун (22 апреля 1953 — 19 декабря 1994), единственный сын преподобного Эндрю Чарльза Виктора Элфинстоуна (1918—1975), племянник предыдущего
- 1994 — настоящее время: Александр Элфинстоун, 19-й лорд Элфинстоун, 5-й барон Элфинстоун[англ.] (род. 15 апреля 1980), старший сын предыдущего
  - Наследник титула: достопочтенный Яго Александр Элфинстоун, мастер Элфинстоун (род. 19 августа 2011), старший сын предыдущего.